# 장준명
장준명(蔣浚明, 생몰년 미상)은 중국 북송의 관료로 자는 안소(顔昭)이며 명주(明州) 봉화(奉化) 출신이다. 증조부는 장광(蔣光), 조부는 장종패, 부친은 장간(蔣侃)이다.
생전 봉화현 식효향(食孝鄉)에 거처를 옮겨 살았고, 학문을 연마하여 북송 신종 시기 대리사(大理寺)의 평사(評事)가 되었다. 이후 상서부원외랑(尙書部員外郞), 어사금자광록대부(御賜金紫光禄大夫)가 되었다. 이후 왕안석이 신법에 반대하는 상서를 올렸다가 좌천되고 무위주(無為州)의 사호(司戶)가 되었다.
장준명의 아들인 장선(蔣璿), 장류(蔣琉)도 진사(進士)에 등극하였다. 장준명의 후손 중에는 장사걸(蔣仕傑)은 봉화에 터를 잡았으며 국민정부의 초대 총통 장제스는 장준명의 후손이다.